# Cecilio Lopes
Cecilio Lopes (Rotterdam, 18 maart 1979) is een Nederlands-Kaapverdisch voormalig voetballer. Hij speelde drie interlands voor Kaapverdië.

## Carrière
Cecilio Lopes begon als kind te voetballen bij HOV (Hoop Op Vooruitgang) in Rotterdam. Hier werd hij door PSV gescout en naar Eindhoven gehaald. Na één jaar als B-junior in de A-jeugd van PSV gespeeld te hebben, keerde Lopes weer terug naar zijn geboortestad, waar hij werd ingelijfd door Excelsior. In het seizoen 96/97 speelde hij hier nog bij de amateurs, maar het jaar erna nam hij de stap naar het tweede elftal. Twee jaar later tekende hij een profcontract bij Excelsior. In het eerste elftal ontwikkelde Lopes zich van talent tot basisspeler en trok de aandacht van scouts van eredivisieclubs.
In het seizoen 03/04 kreeg Lopes wat last van kleine blessures waardoor zijn prestaties wisselvalliger werden. Aan het eind van het seizoen speelde hij steeds beter, wat resulteerde in een basisplaats in het thuisduel op zaterdag 22 mei 2004 tegen Heracles Almelo (0-1) voor de nacompetitie. Vlak voor rust viel Lopes geblesseerd uit na een botsing met Rudy Jansen. Hij bleek zijn scheenbeen te hebben gebroken en werd daar de volgende dag al aan geopereerd. Een revalidatie van zeven maanden volgde. Toen hij op het punt stond om weer terug te keren in het eerste elftal bleek dat de pin die in zijn been was gezet niet goed te zitten. Deze werd in januari 2005 verwijderd, waarna een revalidatie van drie maanden volgde.
Begin april 2005, toen hij weer bijna fit was, werd Lopes door Marco Boogers naar FC Dordrecht gehaald. Hier tekende hij een contract voor twee jaar. In het eerste seizoen bleek hij geen last meer te hebben van zijn blessure en veroverde hij al snel een basisplaats. Hij werd met vijftien doelpunten clubtopscorer en in de topscorerslijst van de Gouden Gids Divisie eindigde hij op een achtste plaats.
In zijn tweede seizoen groeide hij uit tot de beste speler van FC Dordrecht en een van de beste spitsen van de Jupiler League. Door in de eerste vijf wedstrijden vijf doelpunten te scoren begon hij goed aan het seizoen. Hierna speelde hij elke wedstrijd en bleef hij scoren. Door zijn goede spel stond hij in de winterstop in de belangstelling van diverse clubs uit de Eredivisie en zelfs clubs uit het buitenland toonden interesse. Op 30 januari 2007 werd hij gecontracteerd door sc Heerenveen, die hem gelijk voor een half jaar verhuurde aan Sparta. Door een clausule in zijn contract hoefde Heerenveen maar 75.000 euro te betalen om zijn in de zomer van dat jaar aflopende contract af te kopen. Op het moment dat Lopes vertrok naar Sparta stond hij samen met Berry Powel eerste op de topscorerslijst van de eerste divisie met twintig doelpunten.
In 2008 werd hij verhuurd aan FC Volendam. Daar werd hij om disciplinaire redenen weggestuurd. Ook bij sc Heerenveen was hij daarna niet meer welkom. Vanaf januari 2009 wordt hij voor een half jaar gehuurd door FC Dordrecht. In de zomer van 2009 zou zijn nog doorlopende contract bij Heerenveen ontbonden worden. Op 1 september wordt echter bekend dat hij voor een jaar bij FC Zwolle gaat spelen dat hem huurt van Heerenveen. Na één seizoen FC Zwolle vertrok hij weer om zich te voegen bij de club waar hij zijn beste tijd beleefde: FC Dordrecht.
In mei 2008 debuteerde Lopes als international voor Kaapverdië in de oefenwedstrijd tegen Luxemburg (1–1). Daarna speelde hij twee WK-kwalificatiewedstrijden, beide tegen Kameroen.

## Clubstatistieken
| Seizoen | Club          | Land      | Competitie     | Duels | Goals |
| ------- | ------------- | --------- | -------------- | ----- | ----- |
| 1999/00 | Excelsior     | Nederland | Eerste divisie | 1     | 0     |
| 2000/01 | Excelsior     | Nederland | Eerste divisie | 11    | 2     |
| 2001/02 | Excelsior     | Nederland | Eerste divisie | 31    | 15    |
| 2002/03 | Excelsior     | Nederland | Eredivisie     | 31    | 5     |
| 2003/04 | Excelsior     | Nederland | Eerste divisie | 27    | 5     |
| 2004/05 | Excelsior     | Nederland | Eerste divisie | 0     | 0     |
| 2005/06 | FC Dordrecht  | Nederland | Eerste divisie | 33    | 15    |
| 2006/07 | FC Dordrecht  | Nederland | Eerste divisie | 25    | 20    |
| 2006/07 | Sparta        | Nederland | Eredivisie     | 9     | 2     |
| 2007/08 | sc Heerenveen | Nederland | Eredivisie     | 0     | 0     |
| 2008/09 | FC Volendam   | Nederland | Eredivisie     | 4     | 0     |
| 2008/09 | FC Dordrecht  | Nederland | Eerste divisie | 17    | 12    |
| 2009/10 | FC Zwolle     | Nederland | Eerste divisie | 27    | 8     |
| 2010/11 | FC Dordrecht  | Nederland | Eerste divisie | 30    | 9     |
| 2011/12 | FC Dordrecht  | Nederland | Eerste divisie | 32    | 16    |
| Totaal  | Totaal        | Totaal    | Totaal         | 278   | 109   |